# Sly Dunbar
Sly Dunbar, geboren als Lowell Dunbar (Kingston, 10 mei 1952), is een Jamaicaanse drummer en producent.

## Carrière
Dunbar begon vroeg met drummen en behoorde tot enkele tamelijk bekende Jamaicaanse reggaebands, waarmee hij kleine successen had. Later ontmoette hij de bassist Robbie Shakespeare, die al over studio-ervaring beschikte en bracht met hem en The Revolutionaires een paar albums uit in Jamaica, waarvan enkele later werden uitgebracht in de Verenigde Staten en Europa. Robbie en Sly noemden zich voortaan The Riddim Twins of Sly & Robbie. Later speelden ze in Word, Sound and Power, de band rond Peter Tosh. Ze speelden vijf albums en de nummer 1-single (You Gotta Walk) Don't Look Back in met Mick Jagger. Vanaf midden jaren 1970 waren Sly & Robbie dubmixers, later ook producenten.
Na een uitgebreide wereldtournee richtten Sly & Robbie hun eigen label TAXI Productions op. Ze namen afscheid van Peter Tosh en voegden zich eind jaren 1970 bij Black Uhuru, waarin Ducky Simpson, Puma Jones en Michael Rose op de muziek van het duo zongen. Black Uhuru bracht meerdere albums uit, waarop op de laatste beide albums Brutal en Positive Junior Reed zong in plaats van Michael Rose. Het werk van beiden beperkte zich later echter nooit op een band en ze namen met Grace Jones drie albums op. Daaruit volgde een breedverspreide samenwerking met muzikanten als Joe Cocker, Bob Dylan, Herbie Hancock, Bill Laswell en Carly Simon.
Al tijdens de jaren 1980 veranderden nieuwe muziektechnologiën ook het werk van Robbie & Sly. Vanaf midden decennium brachten ze meerdere albums uit, waarin dub-elementen met funk, hiphop en andere stijlen werden verweven. Terwijl Dunbar zich na The Summit bijna uitsluitend bezig hield met drumcomputers en het produceren, speelde Shakespeare naast basgitaar ook steeds vaker keyboard. Op de verdere succesvolle single Murder She Wrote van Chaka Khan, die ze in 1993 produceerden, volgden onder andere composities voor Beenie Man en Luciano en dancehallbeats van Dunbar voor DJ Combo. Aansluitend namen ze verdere albums op als Sly & Robbie, als laatste Version Born in 2004.
In 2012 was Dunbar als auteur verantwoordelijk voor Cheerleader van Omi. Eind 2014 verwierf het nummer door een remix van de Duitse deejay Felix Jaehn grotere bekendheid en ontwikkelde zich in het daaropvolgende jaar tot een wereldwijde hit met topposities in Duitsland, het Verenigd Koninkrijk en de Verenigde Staten. Dankzij plaatonderscheidingen werd de single tot dusver meer dan 8,4 miljoen verkocht. Alleen al in Duitsland werden meer dan een miljoen exemplaren verkocht, waarmee het tot een van de meestverkochte singles in Duitsland telde sinds 1975.
In 2015 ondernam het ritmisch tweetal een tournee onder de titel Sly & Robbie Meet Nils Petter Molvaer met de Noorse trompettist en diens begeleidingsmuzikanten. 
Voor 2015 kregen beiden de gouden Musgrave-medaille van het Institute of Jamaica toegewezen. Het tijdschrift Rolling Stone plaatste Dunbar in 2016 en 2019 in zijn lijst van de 100 beste drummers in de geschiedenis van de popmuziek op de 65e plaats. 

## Discografie

### Rico
- 1981: That Man Is Forward

### Sly Dunbar
- 1978: Simple Sly Man
- 1982: Sly-Go-Ville

### Peter Tosh
- 1977: Equal Rights
- 1978: Bush Doctor
- 1979: Mystic Man
- 1980: Wanted Dread or Alive

### Black Uhuru
- 1979: Showcase
- 1980: Sinsemilla
- 1981: Red
- 1982: Chill Out
- 1984: Anthem
- 1986: Brutal
- 1987: Positive
- 1987: Guess Who’s Coming to Dinner
- 1990: Now

### Sly & Robbie
- 1979: Sly Wicked and Slick
- 1981: The 60's, 70's into the 80's = Taxi
- 1985: Language Barrier
- 1987: Rhythm Killers
- 1988: The Summit (UK)
- 1999: Drum and Bass Strip to the Bone feat. Howie B
- 1999: X-Uhuru
- 2001: In Good Company
- 2002: Dub Transmission Specialists – Off Duty
- 2003: Late Night Tales
- 2004: Sly & Robbie Meet the Mad Professor
- 2004: Version Born

- Biblioteca Nacional de España: XX1583505
- Bibliothèque nationale de France: cb13893503z (data)
- Gemeinsame Normdatei: 134363264
- International Standard Name Identifier: 0000 0000 7824 2385
- Library of Congress Control Number: n92005533
- MusicBrainz: 1ea888e8-3406-41b7-a516-5e743540a442
- Nationale Bibliotheek van Tsjechië: xx0036744
- Nederlandse Thesaurus van Auteursnamen: 073108871
- Système universitaire de documentation: 157337928
- Virtual International Authority File: 195940
- WorldCat: E39PBJfmpVd4kKdbPxhHVPMtrq